# Lista över herrdubbelsegrare i Franska öppna
Detta är en lista över herrdubbelsegrare i Franska öppna mästerskapen i tennis, vanligen kallade Franska öppna.

## Lista
| År   | Mästare                                   | Finalmotståndare                       | Resultat                  |
| ---- | ----------------------------------------- | -------------------------------------- | ------------------------- |
| 1925 | Jean Borotra & René Lacoste               | Henri Cochet & Jacques Brugnon         | 7-5 4-6 6-3 2-6 6-3       |
| 1926 | Vincent Richards & Howard Kinsey          | Henri Cochet & Jacques Brugnon         | 6-4 6-1 4-6 6-4           |
| 1927 | Henri Cochet & Jacques Brugnon            | Jean Borotra & René Lacoste            | 2-6 6-2 6-0 1-6 6-4       |
| 1928 | Jean Borotra & Jacques Brugnon            | Henri Cochet & Ren de Buzelet          | 6-4 3-6 6-2 3-6 6-4       |
| 1929 | Jean Borotra & René Lacoste               | Henri Cochet & Jacques Brugnon         | 6-3 3-6 6-3 3-6 8-6       |
| 1930 | Henri Cochet & Jacques Brugnon            | Harry Hopman & Jim Willard             | 6-3 9-7 6-3               |
| 1931 | George Lott & John Van Ryn                | Vernon Kirby & Norman Farquharson      | 6-4 6-3 6-4               |
| 1932 | Henri Cochet & Jacques Brugnon            | Christian Boussus & Marcel Bernard     | 6-4 3-6 7-5 6-3           |
| 1933 | Pat Hughes & Fred Perry                   | Adrian Quist & Vivian McGrath          | 6-2 6-4 2-6 7-5           |
| 1934 | Jean Borotra & Jacques Brugnon            | Jack Crawford & Vivian McGrath         | 11-9 6-3 2-6 4-6 9-7      |
| 1935 | Jack Crawford & Adrian Quist              | Vivian McGrath & Don Turnbull          | 6-1 6-4 6-2               |
| 1936 | Jean Borotra & Marcel Bernard             | Raymond Tuckey & Pat Hughes            | 6-2 3-6 9-7 6-1           |
| 1937 | Gottfried von Cramm & Henner Henkel       | Norman Farquharson & Vernon Kirby      | 6-4 7-5 3-6 6-1           |
| 1938 | Bernard Destremau & Yvon Petra            | Donald Budge & Gene Mako               | 3-6 6-3 9-7 6-1           |
| 1939 | Don McNeill & Charles Harris              | Jean Borotra & Jacques Brugnon         | 4-6 6-4 6-0 2-6 10-8      |
| 1940 | Spelades inte                             |                                        |                           |
| 1941 | Spelades inte                             |                                        |                           |
| 1942 | Spelades inte                             |                                        |                           |
| 1943 | Spelades inte                             |                                        |                           |
| 1944 | Spelades inte                             |                                        |                           |
| 1945 | Spelades inte                             |                                        |                           |
| 1946 | Marcel Bernard & Yvon Petra               | Enrique Morea & Pancho Segura          | 7-5 6-3 0-6 1-6 10-8      |
| 1947 | Eustace Fannin & Eric Sturgess            | Tom Brown & Billy Sidwell              | 6-4 4-6 6-4 6-3           |
| 1948 | Lennart Bergelin & Jaroslav Drobný        | Harry Hopman & Frank Sedgman           | 8-6 6-1 12-10             |
| 1949 | Pancho Gonzales & Frank Parker            | Eustace Fannin & Eric Sturgess         | 6-3 8-6 5-7 6-3           |
| 1950 | Bill Talbert & Tony Trabert               | Jaroslav Drobny & Eric Sturgess        | 6-2 1-6 10-8 6-2          |
| 1951 | Ken McGregor & Frank Sedgman              | Gardnar Mulloy & Dick Savitt           | 6-2 2-6 9-7 7-5           |
| 1952 | Ken McGregor & Frank Sedgman              | Gardnar Mulloy & Dick Savitt           | 6-3 6-4 6-4               |
| 1953 | Lew Hoad & Ken Rosewall                   | Mervyn Rose & Clive Wilderspin         | 6-2 6-1 6-1               |
| 1954 | Vic Seixas & Tony Trabert                 | Lew Hoad & Ken Rosewall                | 6-4 6-2 6-1               |
| 1955 | Vic Seixas & Tony Trabert                 | Nicola Pietrangeli & Orlando Sirola    | 6-1 4-6 6-2 6-4           |
| 1956 | Don Candy & Robert Perry                  | Ashley Cooper & Lew Hoad               | 7-5 6-3 6-3               |
| 1957 | Ashley Cooper & Malcolm "Mal" Anderson    | Don Candy & Mervyn Rose                | 6-3 6-0 6-3               |
| 1958 | Ashley Cooper & Neale Fraser              | Robert Howe & Abe Segal                | 3-6 8-6 6-3 7-5           |
| 1959 | Orlando Sirola & Nicola Pietrangeli       | Roy Emerson & Neale Fraser             | 6-3 6-2 14-12             |
| 1960 | Roy Emerson & Neale Fraser                | Jose-Luis Arilla & Andres Gimeno       | 6-2 8-10 7-5 6-4          |
| 1961 | Roy Emerson & Rod Laver                   | Robert Howe & Bob Mark                 | 3-6 6-1 6-1 6-4           |
| 1962 | Roy Emerson & Neale Fraser                | Wilhelm Bungert & Christian Kuhnke     | 6-3 6-4 7-5               |
| 1963 | Roy Emerson & Manuel "Manolo" Santana     | Gordon Forbes & Abe Segal              | 6-2 6-4 6-4               |
| 1964 | Roy Emerson & Ken Fletcher                | John Newcombe & Tony Roche             | 7-5 6-3 3-6 7-5           |
| 1965 | Roy Emerson & Fred Stolle                 | Ken Fletcher & Bob Hewitt              | 6-8 6-3 8-6 6-2           |
| 1966 | Clark Graebner & Dennis Ralston           | Ilie Năstase & Ion Ţiriac              | 6-3 6-3 6-0               |
| 1967 | John Newcombe & Tony Roche                | Roy Emerson & Ken Fletcher             | 6-3 9-7 12-10             |
| 1968 | Ken Rosewall & Fred Stolle                | Roy Emerson & Rod Laver                | 6-3 6-4 6-3               |
| 1969 | John Newcombe & Tony Roche                | Roy Emerson & Rod Laver                | 4-6 6-1 3-6 6-4 6-4       |
| 1970 | Ilie Năstase & Ion Ţiriac                 | Arthur Ashe & Charles Pasarell         | 6-2 6-4 6-3               |
| 1971 | Arthur Ashe & Marty Riessen               | Tom Gorman & Stan Smith                | 6-8 4-6 6-3 6-4 11-9      |
| 1972 | Bob Hewitt & Frew McMillan                | Patricio Cornejo & Jaime Fillol        | 6-3 8-6 3-6 6-1           |
| 1973 | John Newcombe & Tom Okker                 | Jimmy Connors & Ilie Năstase           | 6-1 3-6 6-3 5-7 6-4       |
| 1974 | Dick Crealy & Onny Parun                  | Stan Smith & Bob Lutz                  | 6-3 6-2 3-6 5-7 6-1       |
| 1975 | Brian Gottfried & Raúl Ramírez            | John Alexander & Phil Dent             | 6-2 2-6 6-2 6-4           |
| 1976 | Fred McNair & Sherwood Stewart            | Brian Gottfried & Raúl Ramírez         | 7-6(6) 6-3 6-1            |
| 1977 | Brian Gottfried & Raúl Ramírez            | Wojtek Fibak & Jan Kodeš               | 7-6 4-6 6-3 6-4           |
| 1978 | Gene Mayer & Hank Pfister                 | José Higueras & Manuel Orantes         | 6-3 6-2 6-2               |
| 1979 | Gene Mayer & Sandy Mayer                  | Ross Case & Phil Dent                  | 6-4 6-4 6-4               |
| 1980 | Victor Amaya & Hank Pfister               | Brian Gottfried & Raúl Ramírez         | 1-6 6-4 6-4 6-3           |
| 1981 | Heinz Günthardt & Balázs Taróczy          | Terry Moor & Eliot Teltscher           | 6-2 7-6 6-3               |
| 1982 | Sherwood Stewart & Ferdi Taygan           | Hans Gildemeister & Belus Prajoux      | 7-5 6-3 1-1 retired       |
| 1983 | Anders Järryd & Hans Simonsson            | Mark Edmondson & Sherwood Stewart      | 7-6(4) 6-4 6-2            |
| 1984 | Henri Leconte & Yannick Noah              | Pavel Složil & Tomáš Šmíd              | 6-4 2-6 3-6 6-3 6-2       |
| 1985 | Mark Edmondson & Kim Warwick              | Schlomo Glickstein & Hans Simonsson    | 6-3 6-4 6-7 6-3           |
| 1986 | Tomáš Šmíd & John Fitzgerald              | Stefan Edberg & Anders Järryd          | 6-3 4-6 6-3 6-7(4) 14-12  |
| 1987 | Anders Järryd & Robert Seguso             | Guy Forget & Yannick Noah              | 6-7 6-7 6-3 6-4 6-2       |
| 1988 | Emilio Sánchez & Andres Gomez             | John Fitzgerald & Anders Järryd        | 6-3 6-7(8) 6-4 6-3        |
| 1989 | Jim Grabb & Patrick McEnroe               | Mansour Bahrami & Eric Winogradsky     | 6-4 2-6 6-4 7-6(5)        |
| 1990 | Emilio Sánchez & Sergio Casal             | Goran Ivanišević & Petr Korda          | 7-5 6-3                   |
| 1991 | Anders Järryd & John Fitzgerald           | Rick Leach & Jim Pugh                  | 6-0 7-6(2)                |
| 1992 | Jakob Hlasek & Marc Rosset                | David Adams & Andrej Olhovskij         | 7-6(4) 6-7(3) 7-5         |
| 1993 | Luke Jensen & Murphy Jensen               | Marc-Kevin Goellner & David Prinosil   | 6-4 6-7(4) 6-4            |
| 1994 | Byron Black & Jonathan Stark              | Jan Apell & Jonas Björkman             | 6-4 7-6(5)                |
| 1995 | Jacco Eltingh & Paul Haarhuis             | Nicklas Kulti & Magnus Larsson         | 6-7(3) 6-4 6-1            |
| 1996 | Jevgenij Kafelnikov & Daniel Vacek        | Guy Forget & Jakob Hlasek              | 6-2 6-3                   |
| 1997 | Jevgenij Kafelnikov & Daniel Vacek        | Mark Woodforde & Todd Woodbridge       | 7-6(12) 4-6 6-3           |
| 1998 | Jacco Eltingh & Paul Haarhuis             | Daniel Nestor & Mark Knowles           | 6-3 3-6 6-3               |
| 1999 | Mahesh Bhupathi & Leander Paes            | Goran Ivanišević & Jeff Tarango        | 6-2 7-5                   |
| 2000 | Mark Woodforde & Todd Woodbridge          | Paul Haarhuis & Sandon Stolle          | 7-6 6-4                   |
| 2001 | Mahesh Bhupathi & Leander Paes            | Petr Pala & Pavel Vizner               | 7-6 6-3                   |
| 2002 | Jevgenij Kafelnikov & Paul Haarhuis       | Mark Knowles & Daniel Nestor           | 7-5 6-4                   |
| 2003 | Bob Bryan & Mike Bryan                    | Paul Haarhuis & Jevgenij Kafelnikov    | 7-6(3) 6-3                |
| 2004 | Xavier Malisse & Olivier Rochus           | Michael Llodra & Fabrice Santoro       | 7-5 7-5                   |
| 2005 | Jonas Björkman & Max Mirnyi               | Bob Bryan & Mike Bryan                 | 2-6 6-1 6-4               |
| 2006 | Jonas Björkman & Max Mirnyi               | Bob Bryan & Mike Bryan                 | 6-7(5) 6-4 7-5            |
| 2007 | Daniel Nestor & Mark Knowles              | Lukas Dlouhy & Pavel Vizner            | 2-6 6-3 6-4               |
| 2008 | Pablo Cuevas & Luis Horna                 | Daniel Nestor & Nenad Zimonjic         | 6-2, 6-3                  |
| 2009 | Lukáš Dlouhý & Leander Paes               | Wesley Moodie & Dick Norman            | 3–6, 6–3, 6–2             |
| 2010 | Daniel Nestor & Nenad Zimonjić            | Lukáš Dlouhý & Leander Paes            | 7–5, 6–2                  |
| 2011 | Daniel Nestor & Max Mirnyi                | Juan Sebastián Cabal & Eduardo Schwank | 7–6(7–3), 3–6, 6–4        |
| 2012 | Daniel Nestor & Max Mirnyi                | Mike Bryan & Bob Bryan                 | 6–4, 6–4                  |
| 2013 | Bob Bryan & Mike Bryan                    | Michaël Llodra & Nicolas Mahut         | 6–4, 4–6, 7–6 (7–4)       |
| 2014 | Julien Benneteau & Édouard Roger-Vasselin | Marcel Granollers & Marc López         | 6–3, 7–6 (7–1)            |
| 2015 | Ivan Dodig & Marcelo Melo                 | Bob Bryan & Mike Bryan                 | 6–7 (5–7), 7–6 (7–5), 7–5 |
| 2016 | Feliciano López & Marc López              | Bob Bryan & Mike Bryan                 | 6–4, 6–7 (6–8), 6–3       |
| 2017 | Ryan Harrison & Michael Venus             | Santiago González & Donald Young       | 7–6(7–5), 6–7 (4–7), 6–3  |
| 2018 | Pierre-Hugues Herbert & Nicolas Mahut     | Oliver Marach & Mate Pavić             | 6–2, 7–6 (7–4)            |
| 2019 | Kevin Krawietz & Andreas Mies             | Jérémy Chardy & Fabrice Martin         | 6–2, 7–6 (7–3)            |
| 2020 | Kevin Krawietz & Andreas Mies             | Jérémy Chardy & Fabrice Martin         | 6–3, 7–5                  |
| 2021 | Ivan Dodig & Marcelo Melo                 | Alexander Bublik & Andrey Golubev      | 4-6, 7–6 (7–1), 6-4       |
| 2022 | Marcelo Arévalo & Jean-Julien Rojer       | Ivan Dodig & Austin Krajicek           | 6–3, 7–5                  |
| 2023 | Ivan Dodig & Austin Krajicek              | Sander Gillé & Joran Vliegen           | 6–3, 6–1                  |
| 2024 | Marcelo Arévalo & Mate Pavić              | Simone Bolelli & Andrea Vavassori      | 7–5, 6–3                  |
| 2025 | Marcel Granollers & Horacio Zeballos      | Joe Salisbury & Neal Skupski           | 6–0, 6–7 (5–7), 7–5       |